# Mark Webber (tay đua)
Mark Alan Webber (sinh ngày 27 tháng 8 năm 1976 tại Queanbeyan, New South Wales) là một cựu tay đua và phát thanh viên người Úc. Webber đã tham gia Công thức 1 từ năm 2002 đến năm 2013. Anh đạt được vị trí tổng thể tốt nhất của mình vào các năm 2010, 2011 và 2013 với vị trí thứ ba. Anh cũng từng là á quân trong Giải vô địch FIA GT năm 1998 và Công thức 3000 (Formula 3000) năm 2001. Từ năm 2014 đến 2016, Webber đã thi đấu cho Porsche tại giải đua xe sức bền (WEC) do Liên đoàn Ô tô Quốc tế (FIA) tổ chức. Tại giải đua này, anh giành được danh hiệu vô địch thế giới vào năm 2015.

## Đầu đời
Mark Webber được sinh ra trong một gia đình có cha mẹ thuộc tầng lớp trung lưu, đại lý xe máy và chủ trạm xăng Alan Webber và vợ là Diane, tại thị trấn Queanbeyan, New South Wales nằm ở Tablelands, trên bờ sông Queanbeyan, gần Canberra, vào ngày 27 tháng 8 năm 1976. Ông nội của anh là một người buôn bán củi. Webber có một chị gái tên là Leanne. Anh đã học tại Trường tiểu học Isabella Street và Trường trung học Karabar (KHS) gần đó. Webber đại diện cho KHS trong giải điền kinh và bóng bầu dục, đồng thời chơi bóng bầu dục, cricket và Australian football sau khi mẹ anh khuyến khích anh tham gia nhiều môn thể thao cùng một lúc. Ở tuổi 13, anh là một cậu bé nhặt bóng cho đội bóng bầu dục Canberra Raiders trong một năm và kiếm được tiền khi giao bánh pizza ở khu vực Canberra và Queanbeyan trong những năm cuối cấp học. Webber cũng từng là thợ sửa ống nước và tiều phu.

## Sự nghiệp

### Công thức 1 (2002–2013)

#### Mùa giải đầu tiên cho đội đua Minardi (2002)
Ron Walker và công ty viễn thông Telstra đã quyết định thành công để Mark Webber thay thế Fernando Alonso tại đội đua Minardi trong ba chặng đua đầu tiên của mùa giải 2002. Chiếc ô tô Minardi PS02-Asiatech của Webber kém phát triển và anh đã hầu như không thể ngồi vừa trong đó do chiều cao của mình. Anh đã hy vọng sẽ có đủ kinh nghiệm để đạt được tiến bộ trong công thức 1. Anh đã vượt qua vòng loại ở vị trí thứ 18 để tham dự chặng đua GP Úc mở đầu mùa giải và về đích thứ 5 sau khi nhiều tay đua khác bỏ cuộc ở vòng đầu tiên. Do đó, Stoddart đã giữ lại Webber trong phần còn lại của mùa giải. Tại chặng đua GP Tây Ban Nha, bốn chặng đua đua sau đó, Webber và đồng đội của anh, Alex Yoong, đã phải rút khỏi cuộc đua do ba lần hỏng mũi xe trong quá trình luyện tập. Anh vượt trội so với Yoong và tay đua thay thế Anthony Davidson ở hai chặng đua sau này vì anh ấy là tay đua Minardi duy nhất sử dụng hệ thống lái trợ lực do hạn chế về ngân sách. Webber đã thường xuyên đánh bại các đội Arrows và Toyota và kết quả tốt nhất của anh trong phần còn lại của mùa giải là thứ 8 tại chặng đua GP Pháp. Chung cuộc, Webber đứng thứ 16 với 2 điểm.

#### Jaguar (2003–2004)

##### 2003
Năm 2002, ban quản lý của Webber đã lo ngại về tình hình tài chính của Minardi. Do đó, họ đã sắp xếp một buổi đua thử và đánh giá chiếc Jaguar R3 mạnh mẽ hơn vào giữa năm 2002. Toyota và Jaguar đã để ý đến Webber nhưng anh đã quyết định gia nhập Jaguar vào tháng 11 năm 2002 thay thế tay đua Eddie Irvine. Webber đã không chuẩn bị kỹ càng vì chiếc xe Jaguar R4 của anh có động cơ Cosworth V10 không đáng tin cậy và lốp sau nhanh mòn. Tại chặng đua thứ ba của mùa giải 2003 ở Brasil, anh đã vượt qua vòng phân hạng ở vị trí thứ ba, vị trí cao nhất trong mùa giải của anh nhưng đã bị va chạm sau khi mất lái ở cuộc đua. Webber đã ghi điểm bảy lần trong năm 2003 và thành tích tốt nhất của anh là ba lần về vị trí thứ 6 và vị trí thứ 10 trong bảng xếp hạng các tay đua với 17 điểm. Webber ít gặp sự cố hơn so với thời gian thi đấu ở giải F3000 và thành tích tốt ở vòng phân hạng và cuộc đua của anh đã giúp anh vượt trội hơn cả Antônio Pizzonia và Justin Wilson. Anh được ca ngợi như một ngôi sao tương lai mặc dù chiếc xe có độ bền bỉ kém và hiệu suất yếu.

##### 2004
Webber đã được đề nghị gia hạn hợp đồng thêm 5 năm nhưng thay vào đó anh đã ký gia hạn thêm 2 năm. Hiệu suất của chiếc xe đã mạnh hơn và anh thường xuyên vượt trội so với Christian Klien, người đồng đội người Áo được Red Bull hậu thuẫn. Anh đã đua với chiếc xe R5 kém hiệu quả và không đáng tin cậy khiến anh đã phải bỏ cuộc ở 8 trong số 18 chặng đua. Tuy nhiên, Webber đã ghi điểm bốn lần với vị trí thứ nhì trong mùa giải cao nhất tại giải đua ô tô Công thức 1 Malaysia và về đích tốt nhất ở vị trí thứ 6 tại giải đua ô tô Công thức 1 Châu Âu. Anh xếp thứ 13 chung cuộc với 7 điểm sau khi mùa giải kết thúc.

#### Williams (2005–2006)

##### 2005

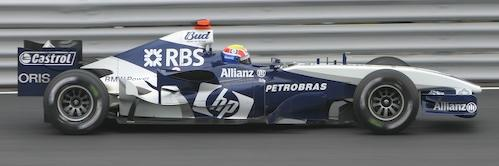
Mark Webber ở giải đua ô tô Công thức 1 Canada 2005

Webber đã tham gia đội, thay thế Ralf Schumacher và đua cùng với Nick Heidfeld trong phần lớn mùa giải và Pizzonia trong năm chặng đua cuối cùng sau chấn thương của Heidfeld. Chiếc xe FW27 của Williams kém về mặt khí động học do các đường hầm gió được hiệu chỉnh không chính xác. Vấn đề lớn nhất của chiếc xe này là thiếu tốc độ đua và xuất phát kém khiến anh mất vị trí sau khi thành tích tốt ở vòng phân hạng. Trong một buổi thử nghiệm trước mùa giải vào giữa tháng Hai, anh đã bị gãy xương sườn bên trái và tổn thương sụn sườn khi không tập đúng cách trước khi lái xe. Trong hai chặng đua đầu tiên của mùa giải, anh đã thi đấu với thuốc giảm đau do giám đốc y tế của Liên đoàn Ô tô Quốc tế Gary Hartstein kê cho anh để kiểm soát cơn đau do những chấn thương này. Webber về thứ ba ở Monaco và đó là lần đầu tiên lên bục podium trong sự nghiệp của mình và tiếp tục ghi được thêm điểm trong mười chặng đua tiếp theo vào năm 2005. Vị trí xuất phát tốt nhất của anh là vị trí thứ hai ở Tây Ban Nha. Webber đã tham gia vào 5 vụ va chạm trong các cuộc đua và bị bỏng ở hông bên phải tại Pháp do nhiệt từ hộp điện tử bên ngoài bị hỏng xâm nhập vào buồng lái ô tô của anh. Anh đứng thứ 10 trong bảng xếp hạng các tay đua với 36 điểm.

##### 2006
Mặc dù đã được Frank Williams và giám đốc kỹ thuật Patrick Head thông báo về thành tích kém cỏi của anh, Webber đã quyết định ở lại Williams cho mùa giải năm 2006 vì không có tay đua nào khác muốn lái cho đội. Anh trở nên xa cách với Williams và không thích ban quản lý của nó vì anh ấy mong chờ được cảm thấy thoải mái ở đó nhưng anh đã tiếp tục ở lại với đội vì lòng trung thành với Williams. Đồng đội của Webber năm đó là tay đua tân binh và nhà vô địch giải GP2 Series người Đức Nico Rosberg. Chiếc xe FW28 của anh ấy dùng lốp Bridgestone và động cơ Cosworth V8 sau khi BMW chấm dứt quan hệ đối tác với Williams và mua lại đội Sauber. Webber đứng thứ 14 chung cuộc với 7 điểm trên BXH các tay đua. Kết quả tốt nhất của anh là hai vị trí thứ sáu ở Bahrain và San Marino.

#### Red Bull (2007–2013)

##### 2007

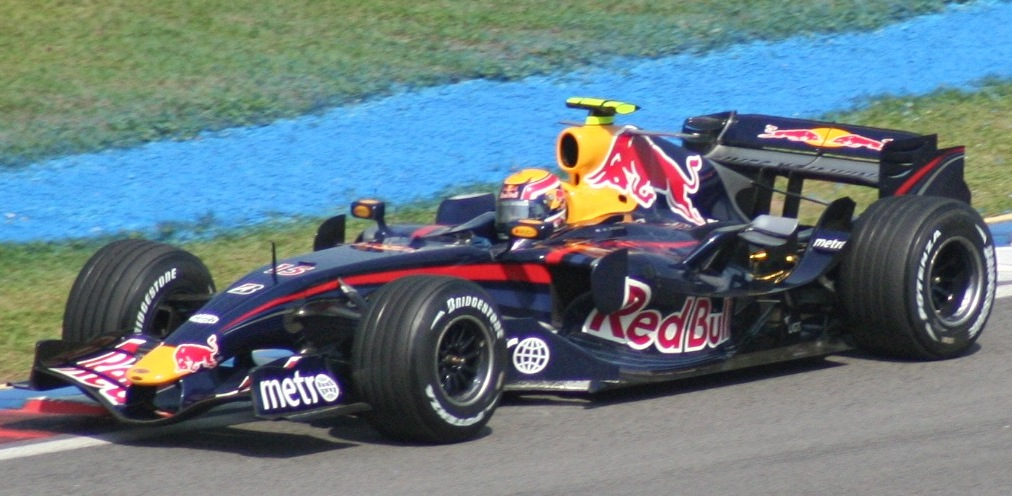
Mark Webber ở giải đua ô tô Công thức 1 Malaysia 2007

Webber đã từ chối kéo dài hợp đồng với Williams sau khi anh được đề nghị ít tiền hơn cho một hợp đồng hai năm. Sau đó, anh chuyển đến đội Red Bull Racing. Việc đó đã được xác nhận vào tháng 8 năm 2006 và anh thay thế đồng đội cũ Christian Klien và hợp tác với tay đua người Scotland David Coulthard giàu kinh nghiệm. Trước mùa giải, Webber đã bàn luận với cố vấn của Red Bull và chủ sở hữu đội đua cho tay đua trẻ Helmut Marko về cách đối xử của ông ta với các tay đua trẻ nhưng ông chủ Christian Horner yêu cầu anh nên tuân theo Marko để tránh xung đột. Chiếc xe RB3 là một chiếc xe nhanh nhưng không có độ bền bỉ đáng tin cậy, khiến Webber phải bỏ cuộc bảy chặng đua trong mùa giải. Anh đã ghi điểm đầu tiên của mình trong mùa giải này sau khi cán đích thứ bảy tại giải đua ô tô Công thức 1 Hoa Kỳ và lên bục podium thứ hai trong sự nghiệp với vị trí thứ ba tại giải đua ô tô Công thức 1 Châu Âu. Webber một lần nữa ghi điểm với vị trí thứ bảy khác tại giải đua ô tô Công thức 1 Bỉ. Tại giải đua ô tô Công thức 1 Nhật Bản mưa ướt, tay đua người Đức Sebastian Vettel của đội Scuderia Toro Rosso thấp cấp hơn đâm vào đuôi xe của anh và điều đó khiến cả hai phải bỏ cuộc. Sau mùa giải, anh lấy được 10 điểm và đứng thứ 12 ở bảng xếp hạng các tay đua và đánh bại đồng đội Coulthard 15 lần ở vòng phân hạng.

##### 2008
Webber tiếp tục ở lại Red Bull vào năm 2008 và một lần nữa đua với Coulthard. Anh thường đạt kết quả tốt trong vòng phân hạng và ghi điểm ở chín trong số 18 chặng đua của mùa giải và thỉnh thoảng mạnh hơn so với những tay đua có chiếc xe đua cạnh tranh hơn. Kết quả tốt nhất của anh trong mùa giải này là vị trí thứ tư tại giải đua ô tô Công thức 1 Monaco. Kết quả cao nhất trong trong mùa giải tại vòng phân hạng là vị trí thứ hai ở giải đua ô tô Công thức 1 Anh nhưng anh về đích thứ mười trong cuộc đua vì thời tiết ẩm ướt. Sau đó, thành tích của Webber trong phần còn lại của mùa giải giảm sút do Red Bull quyết định không phát triển tốc độ của chiếc xe để có thể tập trung vào việc chế tạo một chiếc xe mới nhằm tuân thủ những thay đổi về quy định được áp dụng cho năm 2009. Anh ghi được 21 điểm và đứng thứ 11 trong bảng xếp hạng các tay đua sau khi mùa giải kết thúc.

##### 2009
Webber vẫn ở lại đội vì thành tích của mình vào năm 2008 nhưng đồng đội mới của anh là tay đua người Đức Sebastian Vettel, người được thăng lên từ Toro Rosso để thay thế Coulthard. Webber ghi điểm ở bảy trong tám chặng đua đầu tiên, trong đó có ba lần lên bục podium và điều đó đã khiến anh trở thành ứng cử viên vô địch. Thành tích của anh được cải thiện khi bộ khuếch tán đôi của chiếc xe đua RB5 mới được sử dụng. Tại giải đua ô tô Công thức 1 Đức, Webber đã giành được chiến thắng đầu tiên trong sự nghiệp sau khi xuất phát từ vị trí pole đầu tiên của mình. Đồng thời, anh cũng đã lập kỷ lục số lần xuất phát cuộc đua trong sự nghiệp nhiều nhất trước khi giành chiến thắng đầu tiên cho đến khi Sergio Pérez phá kỷ lục đó tại chặng đua GP Sakhir 2020 khi bắt đầu chặng đua thứ 190 của anh ta. Tại chặng đua áp chót của mùa giải ở Brasil, Webber đã giành chiến thắng thứ hai trong sự nghiệp sau khi cầm chân Button. Tại chặng đua cuối cùng của mùa giải ở Abu Dhabi, anh về nhì và sau mùa giải, anh đứng ở vị trí thứ tư chung cuộc với 69,5 điểm.

## Đời tư
Webber sống ở ngôi làng nhỏ Aston Clinton thuộc Buckinghamshire với vợ là Ann Neal và anh là cha dượng của con trai cô từ mối quan hệ trước.

## Thống kê thành tích
| Mùa giải | Giải đua                             | Đội đua                  | Số chặng      | Số chiến thắng | Poles         | Vòng đua nhanh nhất | Podiums       | Tổng điểm     | Vị trí trong BXH |
| -------- | ------------------------------------ | ------------------------ | ------------- | -------------- | ------------- | ------------------- | ------------- | ------------- | ---------------- |
| 1994     | Australian Formula Ford Championship | Mark Webber              | 16            | 0              | 0             |                     |               | 30            | 13               |
| 1995     | Australian Formula Ford Championship | Yellow Pages Racing      | 16            | 3              | 3             |                     |               | 158           | 4                |
| 1995     | Australian Drivers' Championship     | Birrana Racing           | 2             | 0              | 0             | 0                   | 2             | 32            | 8                |
| 1995     | Formula Ford Festival                | Van Diemen               | 1             | 0              | 0             | 0                   | 1             |               | 3                |
| 1996     | European Formula Ford Championship   | Van Diemen               |               |                |               |                     |               |               | 3                |
| 1996     | British Formula Ford Championship    | Van Diemen               |               |                |               |                     |               | 113           | 2                |
| 1996     | Formula Ford Festival                | Van Diemen               | 1             | 1              | 0             | 0                   | 1             |               | 1                |
| 1996     | Australian Drivers' Championship     | Ralt Australia           | 2             | 1              | 0             | 0                   | 1             | 20            | 10               |
| 1997     | British Formula 3 Championship       | Alan Docking Racing      | 16            | 1              | 3             | 1                   | 5             | 127           | 4                |
| 1997     | Macau Grand Prix                     | Alan Docking Racing      | 1             | 0              | 0             | 0                   | 0             |               | 4                |
| 1997     | Masters of Formula 3                 | Alan Docking Racing      | 1             | 0              | 0             | 0                   | 1             |               | 3                |
| 1998     | FIA GT Championship                  | AMG Mercedes             | 10            | 5              | 0             | 0                   | 8             | 69            | 2                |
| 1998     | 24 Hours of Le Mans                  | AMG Mercedes             | 1             | 0              | 1             | 0                   | 0             |               | KXH              |
| 1999     | 24 Hours of Le Mans                  | AMG Mercedes             | 1             | 0              | 0             | 0                   | 0             |               | KXP              |
| 2000     | International Formula 3000           | European Arrows          | 10            | 1              | 0             | 2                   | 3             | 21            | 3                |
| 2000     | Công thức 1                          | Arrows F1 Team           | Tay đua dự bị | Tay đua dự bị  | Tay đua dự bị | Tay đua dự bị       | Tay đua dự bị | Tay đua dự bị | Tay đua dự bị    |
| 2001     | International Formula 3000           | Super Nova Racing        | 12            | 3              | 2             | 3                   | 4             | 39            | 2                |
| 2001     | Công thức 1                          | Benetton Formula         | Tay đua dự bị | Tay đua dự bị  | Tay đua dự bị | Tay đua dự bị       | Tay đua dự bị | Tay đua dự bị | Tay đua dự bị    |
| 2002     | Công thức 1                          | KL Minardi Asiatech      | 17            | 0              | 0             | 0                   | 0             | 2             | 16               |
| 2003     | Công thức 1                          | Jaguar Racing F1 Team    | 16            | 0              | 0             | 0                   | 0             | 17            | 10               |
| 2004     | Công thức 1                          | Jaguar Racing F1 Team    | 18            | 0              | 0             | 0                   | 0             | 7             | 13               |
| 2005     | Công thức 1                          | BMW Williams F1 Team     | 19            | 0              | 0             | 0                   | 1             | 36            | 10               |
| 2006     | Công thức 1                          | Williams F1 Team         | 18            | 0              | 0             | 0                   | 0             | 7             | 14               |
| 2007     | Công thức 1                          | Red Bull Racing          | 17            | 0              | 0             | 0                   | 1             | 10            | 12               |
| 2008     | Công thức 1                          | Red Bull Racing          | 18            | 0              | 0             | 0                   | 0             | 21            | 11               |
| 2009     | Công thức 1                          | Red Bull Racing          | 17            | 2              | 1             | 3                   | 8             | 69,5          | 4                |
| 2010     | Công thức 1                          | Red Bull Racing          | 19            | 4              | 5             | 3                   | 10            | 242           | 3                |
| 2011     | Công thức 1                          | Red Bull Racing          | 19            | 1              | 3             | 7                   | 10            | 258           | 3                |
| 2012     | Công thức 1                          | Red Bull Racing          | 20            | 2              | 2             | 1                   | 4             | 179           | 6                |
| 2013     | Công thức 1                          | Infiniti Red Bull Racing | 19            | 0              | 2             | 5                   | 8             | 199           | 3                |
| 2014     | Giải đua xe sức bền WEC              | Porsche Team             | 8             | 0              | 1             | 1                   | 3             | 64,5          | 9                |
| 2014     | 24 Giờ đua Le Mans                   | Porsche Team             | 1             | 0              | 0             | 0                   | 0             |               | KXH              |
| 2015     | Giải đua xe sức bền WEC              | Porsche Team             | 8             | 4              | 5             | 0                   | 6             | 166           | 1                |
| 2015     | 24 Giờ đua Le Mans                   | Porsche Team             | 1             | 0              | 0             | 0                   | 0             |               | 2                |
| 2016     | Giải đua xe sức bền WEC              | Porsche Team             | 9             | 4              | 2             | 0                   | 6             | 134,5         | 4                |
| 2016     | 24 Giờ đua Le Mans                   | Porsche Team             | 1             | 0              | 0             | 0                   | 0             |               | 13               |

Chú thích:
- KXH = Không xếp hạng
- KXP = Không xuất phát